# Alfred Rosenberg
Alfred Ernst Rosenberg (Reval, 12 januari 1893 – Neurenberg, 16 oktober 1946) was een vroeg en intellectueel invloedrijk lid van de Nationaalsocialistische Duitse Arbeiderspartij. Adolf Hitler noemde Rosenberg hierom de 'kerkvader van het nationaalsocialisme'.

## Inleiding
Rosenberg werd voorgesteld aan Adolf Hitler door Dietrich Eckart; hij bekleedde later verscheidene belangrijke posten in de nazi-regering. Hij wordt beschouwd als een van de hoofdauteurs wat betreft de populaire beschrijving en systematische ontwikkeling van de nazi-ideologische 'belijdenissen' waarvan de voornaamste waren: de nazistische rassentheorie, de daaruit volgende Jodenvervolging, de noodzaak tot Lebensraum, intrekking van de Vrede van Versailles en verzet tegen "ontaarde" moderne kunst. Hij staat ook bekend om zijn verwerping van het christendom, hetgeen een belangrijke rol speelde in de ontwikkeling van het door de nazi's aangestuurde 'Positieve christendom', dat hij nastreefde als overgang tot een nieuw nazi-geloof. In de oorlog was hij 'minister van het Oosten' (de bezette Oost-Europese gebieden) en als zodanig medeverantwoordelijk voor de oorlogsmisdaden die daar door de Duitsers gepleegd werden. In het proces van Neurenberg werd hij berecht, ter dood veroordeeld en opgehangen als oorlogscrimineel.

## Levensloop
Rosenberg werd geboren uit Baltisch-Duitse ouders in Estland, toen deel van het Keizerrijk Rusland. Hij maakte de Russische Revolutie van dichtbij mee en werd een anticommunist. Hij beschouwde de bankiers en financiers van de bolsjewisten rond Vladimir Lenin als deel van een wereldwijde samenzwering van "financieel jodendom" en vrijmetselarij tegen beschavingen.  Daarnaast was hij ook een antisemiet die ervan overtuigd was dat het veronderstelde 'Duitse (Germaanse) ras' verheven was boven alle andere rassen.

### In dienst van Hitler
In 1919 kwam hij vanuit Rusland naar Duitsland en hij vestigde zich - zoals zoveel Russische emigranten - in München. Daar sloot hij zich aan bij de 'Arische' Thule-Gesellschaft, een Germaans/Arische organisatie. Als theoreticus van de Thule sloot hij zich spoedig aan bij de Duitse Arbeiderspartij, waar ook Adolf Hitler lid van was. Vanaf 1920 heette de partij Nationaalsocialistische Duitse Arbeiderspartij (NSDAP). In 1921 werd hij redacteur van de partijkrant Völkischer Beobachter en in 1923 hoofdredacteur. Hij maakte deze krant tot vehikel van zijn antisemitische opvattingen en ageerde sterk tegen het jodendom en het christendom. Na de mislukte Bierkellerputsch in 1923 werd partijleider Adolf Hitler gearresteerd en veroordeeld tot een gevangenisstraf. Vanaf diens arrestatie tot diens vrijlating op 20 december 1924 was Rosenberg tijdelijk partijleider (hoewel de partij officieel verboden was) en werd Rudolf Hess zijn plaatsvervanger. In 1930 schreef Rosenberg zijn bekendste boek Der Mythus des 20. Jahrhunderts, een verhandeling over antisemitisme, jodendom, ras, filosofie en christendom, waarin hij beide godsdiensten afviel; het katholicisme werd door Rosenberg in het bijzonder als volksvijandig aangevallen. Het boek werd dan ook door de Rooms-Katholieke Kerk verboden en op de Index librorum prohibitorum geplaatst, wat de populariteit ten goede kwam.
In 1933, na de nationaalsocialistische verkiezingsoverwinning ("Machtergreifung"), benoemde Hitler Rosenberg tot reichsleiter en hoofd van het buitenlandbureau (Auslandsorganisation) van de NSDAP. In 1934 werd hij chef van de wetenschappelijke en geestelijke afdeling van de partij. Hitler was niet erg op Rosenberg gesteld en noemde hem "een bekrompen Balt". Toch ontving Alfred Rosenberg in 1937 de Nationale Duitse Prijs voor Kunst en Wetenschap, de "Duitse Nobelprijs" en de daaraan verbonden 100 000 reichsmark. Als Baltische Duitser werd Rosenberg na de Duitse invasie in de Sovjet-Unie (1941) door Hitler benoemd tot 'minister van het Oosten' (de Duitse bezette gebieden in Oost-Europa) en was daarmee medeverantwoordelijk voor de in deze gebieden gepleegde oorlogsmisdaden. Na de Duitse capitulatie (mei 1945) werd hij in een militair ziekenhuis in Flensburg-Mürwik gearresteerd door Belgische SAS'ers.

### Proces
Tijdens het naoorlogse Proces van Neurenberg werd Alfred Rosenberg aangeklaagd wegens samenzwering, misdrijven tegen de vrede, oorlogsmisdrijven en misdrijven tegen de menselijkheid. Rosenberg probeerde aan te tonen dat veel misdaden in het oosten werden gepleegd zonder zijn medeweten en dat hij ook geen zeggenschap had over de SS die het ergste had huisgehouden onder de bevolking van de bezette gebieden. Het hof achtte hem echter schuldig aan de meeste aanklachten en op 1 oktober 1946 werd hij ter dood veroordeeld. Op 16 oktober 1946 werd hij opgehangen. Toen hem werd gevraagd of hij nog enkele laatste woorden had, antwoordde hij "nee."

## Einsatzstab Reichsleiter Rosenberg
Vanaf 1933, na Hitlers machtsovername, startten de nazi's met een systematische al of niet openbare boekverbranding van boeken die niet strookten met de nazi-ideologie. Daarbij werden honderden joodse bibliotheken, zowel privé- als openbare verzamelingen niet gespaard. Vanaf 1939 ging deze vernietiging ook richting het oosten met in 1939 de vernietiging van de bibliotheek van de Lublin Yeshiva. Tezelfdertijd vatten de nazi's het plan op om een aantal boeken te sparen voor verkoop en voor hun archief. In 1939 stichtte Rosenberg het Institut zur Erforschung der Judenfrage in Frankfurt am Main, of het instituut voor onderzoek naar de Joodse kwestie. Een selectie van zowel wereldse als religieuze joodse boeken zouden in het archief van dit instituut hun plaats vinden. De speciaal daartoe onder Rosenbergs leiding opgezette Einsatzstab Reichsleiter Rosenberg had tot doel de bibliotheken, de kunstgalerijen en verschillende bezittingen van Joodse herkomst te confisqueren en zodoende het Instituut van materiaal te voorzien. De Einsatzstab bestond uit een groep deskundige Duitse bibliothecarissen die hun werk grondig verrichten.

## Secundaire literatuur

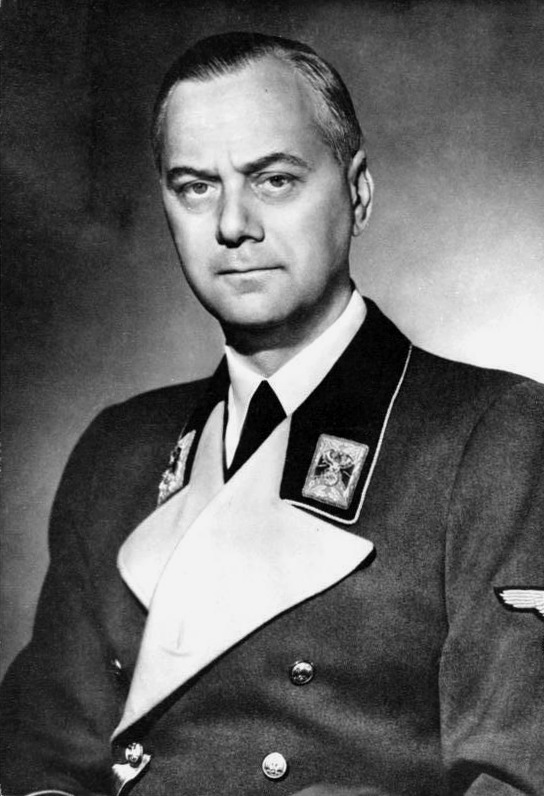
Officieel portret (circa 1933 - 1941) van Alfred Rosenberg in uniform door SS-fotograaf Franz Bauer

De bekendste Rosenberg-specialisten zijn de Amerikaanse historicus Herbert P. Rothfeder en de Trierse historicus Reinhard Bollmus. Het essay van Stephan Lehnstaedt geeft een gecomprimeerde actuele weergave van de stand der wetenschap op dit onderwerp.
- (de)  Baumgärtner, Raimund: Weltanschauungskampf im Dritten Reich. Die Auseinandersetzung der Kirchen mit Alfred Rosenberg. Mainz 1977.
- (de)  Bollmus, Reinhard: Das Amt Rosenberg und seine Gegner. Studien zum Machtkampf im nationalsozialistischen Herrschaftssystem. Stuttgart 1970, ISBN 3486545019.
- (de)  Bollmus, Reinhard: Alfred Rosenberg. Chefideologe des Nationalsozialismus? In: Die braune Elite. 22 biographische Skizzen, Ronald Smelser en Rainer Zitelmann (redacteuren). Darmstadt 1989, p. 223-235.
- (de)  Brenner, Hildegard: Die Kunstpolitik des Nationalsozialismus. Reinbek bei Hamburg 1963.
- (en)  Cecil, Robert: The Myth of the Master Race: Alfred Rosenberg and Nazi Ideology. Dodd Mead & Co., 1972, ISBN 0396065775.
- (en)  Chandler, Albert R.: Rosenberg's Nazi Myth. Greenwood Press, 1945.
- (de)  Fest, Joachim C.: Das Gesicht des Dritten Reiches – Profile einer totalitären Herrschaft. Piper, München 1963.
- (en)  Goldensohn, Leon: Nuremberg Interviews. Knopf, 2004, ISBN 037541469X.
- (de)  Hart, F. Th.: Alfred Rosenberg. Der Mann und sein Werk. München 1934 (3e ed.).
- (de)  Hans-Adolf Jacobsen: Nationalsozialistische Außenpolitik 1933 – 1938. Frankfurt/M 1968.
- (de)  Kroll, Frank-Lothar: Alfred Rosenberg. Der Ideologe als Politiker. In: Deutschbalten, Weimarer Republik und Drittes Reich, deel 1, onder redactie van Michael Garleff. Uitg. Böhlau, Keulen/Weimar/Wenen 2001, p. 147-166.
- (de)  Lehnstaedt, Stephan: Das Amt Rosenberg und seine Gegner - 35 Jahre danach. In: Das Amt Rosenberg und seine Gegner, onder redactie van Reinhard Bollmus (2e ed.), 2006, p. 361-374.
- (de)  Meyer zu Uptrup, Wolfram: Kampf gegen die "jüdische Weltverschwörung". Propaganda und Antisemitismus der Nationalsozialisten 1919 bis 1945. Metropol Verlag, Berlijn 2003, ISBN 3-932482-83-2.
- (en)  Nova, Fritz: Alfred Rosenberg: Nazi Theorist of the Holocaust. Buccaneer Books, 1986, ISBN 0870522221.
- (de)  Oepke, Albrecht: Der Mythus. Rosenbergbetrachtungen. Leipzig 1935.
- (en)  Piper, Ernst: Alfred Rosenberg. Hitlers Chefideologe. Blessing Verlag, München 2005.
- (en)  Rothfeder, Herbert P.: A Study of Alfred Rosenberg’s Organization for National Socialist Ideology. Phil. Diss., Michigan 1963. University Microfilms, Ann Arbor.
- (de)  Rothfeder, Herbert P.: Amt Schrifttumspflege: A Study in Literary Control. In: German Studies Review, deel IV, nr. 1, febr. 1981, p. 63-78.
- (en)  Steigmann-Gall, Richard: The Holy Reich: Nazi Conceptions of Christianity. Cambridge University Press, 2003, ISBN 0521823714.
- (en)  Whisker, James B.: The Philosophy of Alfred Rosenberg. Noontide Press, 1990, ISBN 0939482258.

## Rosenberg in fictie
- Vestdijk, Simon: Else Böhler, Duits dienstmeisje. Roman. ISBN 9789045013053

- Yalom, Irvin.D.: Het Raadsel Spinoza. Roman. ISBN 9789460038945